# Ventura Gassol
Bonaventura Gassol i Rovira (La Selva del Campo, Tarragona, España, 6 de octubre de 1893-Tarragona, España, 19 de septiembre de 1980), más conocido como Ventura Gassol, fue un escritor y político español, destacado nacionalista catalán, miembro de ERC.

## Vida
Aunque empezó a estudiar la carrera eclesiástica en el seminario de Tarragona, la abandonó para trasladarse en 1914 a Barcelona. Ya en la capital catalana empezó a desempeñar diversos trabajos culturales y literarios. Fue premiado en las ediciones de 1916 y 1918 de los Juegos Florales. Partidario desde muy joven del movimiento catalanista, tuvo que exiliarse a Francia durante la dictadura de Primo de Rivera.
Fue uno de los fundadores del partido Acció Catalana. Más adelante militó en Estat Català del que fue dirigente y colaborador de Francesc Macià. Tomó parte de los sucesos de Prats de Molló (intento de invasión armada de Cataluña desde Francia) por lo que fue detenido y tuvo que refugiarse en Bélgica. Acompañó en 1928 a Macià durante un viaje por América en el que visitaron Uruguay, Argentina y Cuba. Fue uno de los participantes en la fundación, en 1931, de Esquerra Republicana de Cataluña. Con la proclamación de la República Catalana fue nombrado consejero de política exterior de la Generalidad de Cataluña. Más adelante desempeñó el cargo de consejero de cultura.
También fue diputado a Cortes. Después de la proclamación por parte de Lluís Companys del Estado Catalán el 6 de octubre de 1934, Gassol fue detenido y quedó preso en el barco Uruguay. En 1936 le fueron restituidos todos sus cargos. Al iniciarse la guerra civil española fue uno de los principales defensores del patrimonio artístico y trabajó en el salvamento de algunos perseguidos, especialmente religiosos. Llegó a enfrentarse con miembros de la FAI para conseguir la liberación del cardenal Francisco Vidal y Barraquer por lo que tuvo que exiliarse a Francia.
El 23 de octubre de 1936 se exilió en Francia y, con la entrada de los nazis en este país, se trasladó con su familia al pueblo de Saint-Raphaël, en la Provenza. En el año 1941, el gobierno español solicitó al francés su extradición, acusándole de ser el inductor del asesinato del obispo de Barcelona Manuel Irurita Almándoz. La Cour d’Appel de Aix-en-Provence, dado que en el estrado se había demostrado, con la colaboración del cardenal Francisco Vidal Barraquer, que Irurita estaba vivo cuando Gassol marchó de Cataluña y que Gassol había salvado muchas persones de la muerte, emitió el 15 de septiembre de aquel año un dictamen desfavorable a la extradición y ordenó su puesta inmediata en libertad {\displaystyle ^{[1]}}.
En noviembre de 1942, Gassol pasó a Suiza y se estableció en Lausana. Posteriormente, fallecida su esposa en 1944, se casó en segundas nupcias con Lucia Wilde y se trasladaron al pueblo francés de Saint-Martin-le-Beau. 
Siguió participando en la vida política desde su exilio en Saint-Martin-le-Beau y comenzó a colaborar en diversas publicaciones. Gracias a sus escritos en los que utilizaba una fuerte oratoria, se convirtió en un ejemplo de catalanismo radical. Rechazó una propuesta que le realizaron algunos exiliados en México para que se presentara como candidato a la presidencia de la Generalidad en el exilio.
Gassol regresó a su localidad natal en 1977 y falleció en Barcelona en 1980.
Entre sus obras hay que destacar la poesía patriótica Les tombes flamejants (1923). La mayoría de sus poemas dramáticos, como La Dolorosa o La cançó del vella Cabrés están inspirados en los paisajes y las gentes de las comarcas de Tarragona. Escribió una novela, El preu de la sang y diversos relatos breves. Además, fue traductor de autores como Ibsen o Tagore. Frases célebres: "Nuestro odio contra la vil España es gigantesco, loco, grande y sublime. Hasta odiamos el nombre, el grito y la memoria, sus tradiciones y su historia."